# Jennifer Crittenden
Jennifer Crittenden (nacida en 1969) es una guionista de comedias de televisión. Estudió en la Escuela The Thacher en Ojai, California y cursó sus estudios superiores en la Universidad Wesleyan. Ha escrito guiones de episodios de muchas series de televisión de la década de 1990, como Los Simpson, Everybody Loves Raymond y las últimas temporadas de Seinfeld. También ha sido productora en las últimas dos series y editora en Los Simpson. Crittenden también trabajó como productora en la serie televisiva Arrested Development y actualmente es guionista y productora ejecutiva en el programa de la CBS The New Adventures of Old Christine. Por su trabajo como guionista obtuvo cuatro nominaciones para los Premios Emmy en la categoría Series de Comedia y una en la categoría Guion de Serie de Comedia.

## Trabajos como guionista

### Episodios deLos Simpson
Ha escrito los siguientes episodios de la serie animada:
- "And Maggie Makes Three"
- "The PTA Disbands"
- "Scenes from the Class Struggle in Springfield"
- "22 Short Films About Springfield"
- "The Twisted World of Marge Simpson"

### Episodios deSeinfeld
Crittenden se unió a los guionistas de Seinfeld para las últimas dos temporadas. Escribió los siguientes episodios: 
- "The Package"
- "The Little Jerry"
- "The Millennium"
- "The Apology"
- "The Burning"
- "The Puerto Rican Day" (coescrito con Alec Berg, Spike Feresten, Bruce Eric Kaplan, Gregg Kavet, Steve Koren, David Mandel, Dan O'Keefe, Andy Robin y Jeff Schaffer)